# 1973 في مصر
فيما يلي قوائم الأحداث التي وقعت خلال عام 1973 في مصر.

## أفلام
من الأفلام التي صدرت هذه السنة في مصر:
- 1 يناير – البحث عن فضيحة من إخراج نيازي مصطفى.
- 1 يناير – الرغبة والضياع
- 1 يناير – المخدوعون من إخراج توفيق صالح.
- 1 يناير – المرأة التي غلبت الشيطان من إخراج يحيى العلمي.
- 1 يناير – امرأة سيئة السمعة من إخراج هنري بركات.
- 1 يناير – حكايتي مع الزمان من إخراج حسن الإمام.
- 1 يناير – دمي ودموعي وابتسامتي من إخراج حسين كمال.
- 1 يناير – زائر الفجر
- 1 يناير – زمان يا حب
- 1 يناير – صوت الحب من إخراج حلمي رفلة.
- 1 يناير – مدرسة المشاغبين من إخراج حسام الدين مصطفى.
- 5 فبراير – رجال لا يخافون الموت من إخراج نادر جلال.
- 26 فبراير – ليل وقضبان من إخراج أشرف فهمي.
- 2 يوليو – حمام الملاطيلي من إخراج صلاح أبو سيف.
- 16 أكتوبر – عودة أخطر رجل في العالم

## مواليد

### يناير
- 1 يناير – أبو أسامة المصري
- 1 يناير – حسين بصير
- 1 يناير – ريم بسيوني كاتبة مصرية.
- 1 يناير – عمر طاهر كاتب مصري.
- 8 يناير – أحمد عبد المنعم
- 15 يناير – عصام الحضري حارس مرمى كرة قدم مصري.

### فبراير
- 10 فبراير – جورجيتا سافيدس نفسانية مصرية.

### مارس
- 1 مارس – أحمد السقا ممثل مصري.
- 14 مارس – محمد أبو حامد سياسي مصري.

### أبريل
- 12 أبريل – عمرو واكد ممثل مصري.

### أغسطس
- 12 أغسطس – هشام حنفي لاعب كرة قدم مصري.

### سبتمبر
- 23 سبتمبر – منى الشاذلي مقدمة تلفزيونية مصرية.

### أكتوبر
- 8 أكتوبر – نوارة نجم صحفية مصرية.
- 23 أكتوبر – مصطفى كمال لاعب كرة قدم مصري.
- 24 أكتوبر – عبد الحليم علي لاعب كرة قدم مصري.

### نوفمبر
- 17 نوفمبر – فاطمة عمر

### ديسمبر
- 3 ديسمبر – علي ماهر لاعب كرة قدم مصري.

## وفيات

### يناير
- 1 يناير – جورج حنين (مواليد 1914) كاتب مصري.
- 1 يناير – حسن الهضيبي (مواليد 1891)
- 1 يناير – حسن مأمون (مواليد 1894)
- 1 يناير – وجيه الكاشف (مواليد 1909) لاعب كرة قدم مصري.

### فبراير
- 16 فبراير – محمد حسن (مواليد 1905) لاعب كرة قدم مصري.
- 21 فبراير – سلوى حجازي (مواليد 1933)

### يونيو
- 7 يونيو – أحمد فخري (مواليد 1905)

### أغسطس
- 25 أغسطس – محمود تيمور (مواليد 1894) كاتب مصري.

### أكتوبر
- 19 أكتوبر - أحمد عبود الزمر، ضابط، قُتل في حرب أكتوبر.
- 28 أكتوبر – طه حسين (مواليد 1889) عميد الأدب العربي.

## الأحداث
1. حرب 6 أكتوبر 1973 [1]